# Cristero-oorlog
De Cristero-oorlog (Spaans: Guerra Cristera) of Cristiada was een burgeroorlog in Mexico tussen de antiklerikale en antikatholieke regering enerzijds en de cristeros, katholieke rebellen, anderzijds. De Cristero-oorlog duurde van 1926 tot 1929, in de nasleep van de Mexicaanse Revolutie.

## Voorgeschiedenis
Het conflict tussen Kerk en staat sluimerde al sinds het invoeren van de grondwet van 1917, waar een aantal antikerkelijke elementen in voorkwam en waarin de staat zich alle macht toe-eigende. De verhouding tussen Kerk en staat werd vastgelegd in artikel 130. Kloosterordes werden verboden, priesters mochten niet stemmen of gekozen worden en geen religieuze symbolen dragen (de soutane werd verboden), en openbare geloofsuitingen (buiten het kerkgebouw) werden verboden. Tevens verloren religieuze instellingen hun rechtspersoonlijkheid en werd hen het recht op bezittingen ontzegd; kerkelijke goederen werden voortaan door de staat beheerd. Deze maatregelen bouwden voort op de liberale Reforma van 1857-1876, die destijds was ingegeven door de dominante economische en politieke positie van de Kerk. De steun van de geestelijkheid aan de contrarevolutionaire dictator Victoriano Huerta (1913-1914) maakte het er voor de Kerk bepaald niet beter op.
De presidenten Venustiano Carranza, Adolfo de la Huerta en Álvaro Obregón voerden deze artikelen niet naar de letter uit zodat het niet tot een uitbarsting kwam. Wel waren er op deelstaatsniveau een aantal radicale gouverneurs, waaronder Tomás Garrido Canabal in Tabasco en Adalberto Tejeda in Veracruz, die werk maakten van de antiklerikale wetgeving en de Katholieke Kerk vervolgden. President Plutarco Elías Calles begon na zijn aantreden in 1924 ook op landelijk niveau werk te maken van het doorvoeren van de antiklerikale wetgeving.

## De opstand

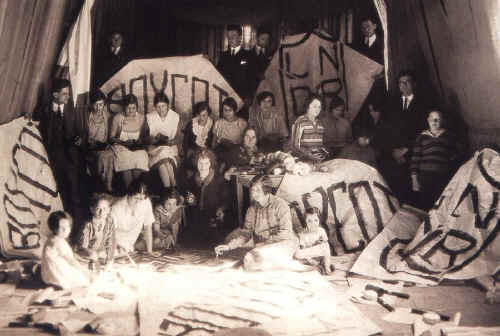
Kerkboycot in 1926

In 1924 werd de Liga ter Verdediging van de Godsdienstvrijheid opgericht, een katholieke organisatie die zich verzette tegen de antiklerikale maatregelen van de Mexicaanse regering. In de eerste jaren van Calles' regering bouwde de spanning zich op. In 1925 werd een aanslag gepleegd op zijn leven door een katholieke activiste, terwijl bisschop José Mora y del Río in een interview de grondwet veroordeelde. Op 2 juli 1926 tekende Calles de Wet-Calles, waarbij zware straffen kwamen te staan op het overtreden van antiklerikale wetten. Als reactie op de wet besloot de Kerk haar missen op te schorten en een boycot in te stellen tegen alle niet-essentiële overheidsproducten.
Calles ging ervan uit dat "elke week zonder kerkdiensten het aantal katholieken met 2% zou doen afnemen", maar daarop had hij zich verkeken. In september 1926 vonden in Jalisco, Zacatecas en Michoacán gevechten plaats tussen katholieken en regeringsgetrouwen, waarbij vele doden vielen. In oktober werd de boycot wegens gebrek aan succes ingetrokken maar op dat moment was het al te laat. In grote delen van het land waren katholieken in opstand gekomen.
Op 1 januari 1927 werden de Cristero's formeel opgericht door René Capistran Garza; andere voorname Cristeroleiders waren Pedro Quintanar, Jesús Degollado en Enrique Gorostieta. De regeringstroepen werden geleid door Joaquín Amaro en Heliodoro Charis, en werden gesteund door agraristische milities. Doordat de overheid de opstand niet serieus nam, kon deze zich al snel over het hele land verspreiden. Na hun eerste successen echter wisten de opstandelingen zich aan het eind van het jaar slechts te handhaven in het westen van Mexico.
De Cristero-oorlog was bijzonder bloedig. De regeringstroepen moordden dorpen en families uit die de Cristero's steunden, terwijl Cristerorebellen aanslagen pleegden op regeringsfunctionarissen in de regio's, onder wie politiemannen die zelf tegen het antikatholieke beleid waren, alsmede op atheïstische en regeringsgetrouwe leraren. In totaal kostte de oorlog aan bijna 90.000 mensen het leven. De Cristero's, met de strijdkreet ¡Viva Cristo Rey! (Leve Christus Koning!) maakten gebruik van aanslagen om Mexicaanse bestuurders die de antiklerikale wetten ondersteunden, uit te schakelen. Eenmaal overgoten zij zelfs een passagierstrein van de regering met benzine en staken deze in brand. Vele Cristero's zagen hun strijd als een nieuwe kruistocht, zagen Calles als een antichrist en poogden door hun strijd de maatschappelijke heerschappij van Christus over de staat te vestigen. De regering dreef de spanningen op door – zowel reeds voor de Cristeroaanslagen op regeringsleden als erna – enkele honderden priesters ter dood te veroordelen. Miguel Pro, ervan verdacht betrokken te zijn bij een poging Álvaro Obregón te vermoorden, werd het symbool van de beweging. Hij werd in een schijnproces ter dood veroordeeld en van zijn executie werd door de regering een foto gemaakt en verspreid ter afschrikking. Daar hij bij zijn executie echter weigerde een blinddoek te dragen, zijn handen als kruis spreidde en "¡Viva Cristo Rey!" riep voor hij werd doodgeschoten, werd hij door veel Mexicaanse katholieken als martelaar en inspiratiebron gezien.

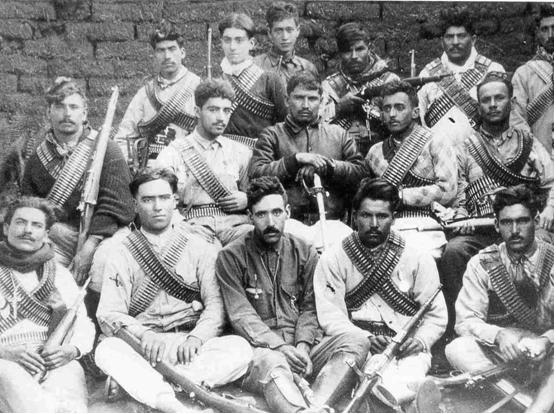
Cristero's

Over de positie van de Katholieke Kerk tijdens de Cristero-oorlog werd al veel geschreven. Hoewel de Kerk het meeste geweld veroordeelde, steunden veel priesters en bisschoppen de Cristero's of keurden hun acties oogluikend goed. Van bisschop José Francisco Orozco y Jiménez wordt door regeringsaanhangers beweerd dat hij het hoofd was van de beweging.
In 1928 stonden de Cristero's op het punt vrede te tekenen met de Mexicaanse regering. In juli van dat jaar werd echter de radicale en zojuist tot president herkozen Obregon vermoord door de Cristero José de León Toral, waarmee het vredesproces stil kwam te staan. Desalniettemin verloren de Cristero's vanwege excessen snel aan populariteit. De Amerikaanse ambassadeur Dwight Morrow nodigde beide partijen uit tot onderhandelingen en in 1929 sloten de Cristero's vrede met president Emilio Portes Gil, nadat enkele concessies waren gedaan: de registratie van priesters werd beperkt, de regering zou de vervolging stoppen, de Katholieke Kerk mocht religieus onderwijs geven (maar niet in scholen) en de Kerk kreeg het recht terug haar eigendommen te gebruiken (die formeel nog wel in handen van de staat bleven). De Katholieke Kerk erkende nu de Mexicaanse regering en verbood haar leden ertegen in opstand te komen. Op 17 juni 1929 luidden voor het eerst de kerkklokken weer in Mexico.

## Nageschiedenis
De Cristero's vonden nog slechts een thuishaven in de staat San Luis Potosí, waar de lokale cacique Saturnino Cedillo voortdurend ruzie had met de overheid en dus rebellen wel wilde steunen. In de jaren dertig vond er opnieuw een opstand plaats van katholieke boeren en arbeiders tegen de Mexicaanse regering. Dit wordt soms wel de 'Tweede Cristero-oorlog' genoemd, maar deze was veel kleinschaliger dan de eerste. De opstand werd door de kerkelijke autoriteiten veroordeeld, en het waren dan ook alleen extreme radicalen die eraan deelnamen. Degenen die na 1929 nog tegen de overheid in opstand kwamen werden door de kerkelijke hiërarchie geëxcommuniceerd. Aan het eind van de jaren dertig was de opstand voorbij.
Eind jaren dertig richtten een aantal voormalige Cristero's de Nationaal Synarchistische Unie (UNS) op, een katholieke politieke organisatie die al snel in min of meer fascistisch vaarwater kwam. Onder Salvador Abascal, 'de man die het katholicisme terugbracht naar Mexico', werd de UNS een massabeweging met een half miljoen leden. Tijdens de Tweede Wereldoorlog raakte de UNS vanwege haar fascistische en antisemitische ideeën echter verdacht en verloor zij aan aanhang, mede doordat zij door de Amerikaanse en Mexicaanse inlichtingendiensten werd gevolgd en gedwarsboomd. Inmiddels hadden andere katholieken de Nationale Actiepartij (PAN) opgericht, die gematigder was en zich liet inspireren door de christendemocratische partijen uit Europa, en een veel aantrekkelijker alternatief zou worden voor katholieken die zich verzetten tegen de Mexicaanse regering.
De Cristero-oorlog is nog steeds een gevoelig onderwerp in Mexico. Voor katholieken waren de jaren twintig een moeilijke periode, waar loyaliteit aan de natie en aan het geloof met elkaar concurreerden. De Mexicaanse overheid heeft de Katholieke Kerk decennialang bekritiseerd wegens intolerantie en het weigeren zich aan de Mexicaanse wet te houden, terwijl de Katholieke Kerk de overheid een gebrek aan respect voor de godsdienstvrijheid verweet. De Mexicaanse regering en progressief-liberale elites in Mexico-Stad zetten in de jaren twintig voortdurend aan tot vervolging van de Kerk, onder andere door regeringstroepen te gebieden in bepaalde streken de geestelijkheid en hun aanhangers uit te roeien. Pas in de jaren negentig normaliseerde de verhouding tussen Kerk en staat. In 1992 heropende president Carlos Salinas de diplomatieke betrekkingen met het Vaticaan. In hetzelfde jaar stemde het Congres van de Unie met steun van alle grote partijen in met een grondwetswijziging die kerken rechtspersoonlijkheid toekenden en priesters het stemrecht gaf. Op 21 mei 2000 werden 25 vermoorde priesters uit de Cristero-oorlog door paus Johannes Paulus II heilig verklaard. Om politieke gevoeligheden te vermijden werden priesters die zelf de wapens hadden opgenomen uitgesloten van heiligverklaring, hoewel er wel enkelen (waaronder Agustín Pro) zalig werden verklaard. Desalniettemin blijft de Cristero-oorlog een omstreden onderwerp; in 2008 ontstond bijvoorbeeld nog een politieke rel toen gouverneur Emilio González Márquez van Jalisco 90 miljoen peso's beloofde voor de bouw van een kerk gewijd aan Cristeromartelaren.
Lange tijd was de heersende opvatting onder historici dat de Cristero-oorlog het sluitstuk was van de strijd tussen Kerk en staat die was begonnen bij de verjaging van de jezuïeten door de koloniale autoriteiten in 1767, op de spits werd gedreven in de Hervormingsoorlog halverwege de 19e eeuw en na een onderbreking tijdens het Porfiriaat eindelijk beslecht werd. Deze officiële en wijdverspreide visie werd onderschreven door de Mexicaanse regering, die eraan toevoegde dat de opstandelingen zouden zijn opgehitst door de Katholieke Kerk. De laatste decennia zijn er echter veel historici  die menen dat die situatie niet zo simpel ligt, maar dat eerder een brede en spontane volksopstand was, uitgelokt door het autoritaire en eenzijdige hervormingsstreven van de Mexicaanse regering en haar antikatholieke radicalisme.

## Culturele invloed
Een van de bekendste literaire werken die door de Cristero-oorlog is geïnspireerd is The Power and the Glory (1940, Het geschonden geweten) van de Engelse schrijver Graham Greene, dat zich afspeelt in het Tabasco van de jaren twintig. Het einde van de cristero Valentín de la Sierra wordt bezongen in een van Mexico's bekendste corrido's. In 2012 werd deze donkere periode uit de Mexicaanse geschiedenis verfilmd door de Amerikaanse regisseur Dean Wright.